# Arabia Saudyjska na Letnich Igrzyskach Olimpijskich 2016
Arabię Saudyjską na Letnich Igrzyskach Olimpijskich 2016 reprezentowało 11 zawodników: 7 mężczyzn i cztery kobiety. Był to jedenasty start reprezentacji Arabii Saudyjskiej na letnich igrzyskach olimpijskich.

## Reprezentanci

### Judo
| Zawodnik       | Konkurencja | 1/16                  | 1/8              | Ćwierćfinał      | Półfinał         | Repasaż          | Finał/BM         | Pozycja |
| Zawodnik       | Konkurencja | Przeciwnik Wynik      | Przeciwnik Wynik | Przeciwnik Wynik | Przeciwnik Wynik | Przeciwnik Wynik | Przeciwnik Wynik | Pozycja |
| -------------- | ----------- | --------------------- | ---------------- | ---------------- | ---------------- | ---------------- | ---------------- | ------- |
| Sulaiman Hamad | - 66 kg     | Tömörkhüleg P 000-100 | NQ               | NQ               | NQ               | NQ               | NQ               | NQ      |

Kobiety
| Zawodniczka | Konkurencja | 1/16                | 1/8                 | Ćwierćfinał         | Półfinał            | Repasaż             | Finał/BM            | Pozycja |
| Zawodniczka | Konkurencja | Przeciwniczka Wynik | Przeciwniczka Wynik | Przeciwniczka Wynik | Przeciwniczka Wynik | Przeciwniczka Wynik | Przeciwniczka Wynik | Pozycja |
| ----------- | ----------- | ------------------- | ------------------- | ------------------- | ------------------- | ------------------- | ------------------- | ------- |
| Joud Fahmy  | - 52 kg     | Legentil P 000-100  | NQ                  | NQ                  | NQ                  | NQ                  | NQ                  | NQ      |

### Lekkoatletyka
Mężczyźni
| Zawodnik                | Konkurencja | Eliminacje | Eliminacje | Ćwierćfinał | Ćwierćfinał | Półfinał | Półfinał | Finał | Finał   |
| Zawodnik                | Konkurencja | Wynik      | Miejsce    | Wynik       | Miejsce     | Wynik    | Miejsce  | Wynik | Miejsce |
| ----------------------- | ----------- | ---------- | ---------- | ----------- | ----------- | -------- | -------- | ----- | ------- |
| Abdullah Abkar Mohammed | 100 m       | BYE        | BYE        | 10,26       | 5.          | NQ       | NQ       | NQ    | NQ      |
| Tariq Ahmed Al-Amri     | 5000 m      | 14:26,90   | 43.        | N/A         | N/A         | N/A      | N/A      | NQ    | NQ      |
| Mukhlid Al-Otaibi       | 5000 m      | 14:18,48   | 41.        | N/A         | N/A         | N/A      | N/A      | NQ    | NQ      |

| Zawodnik                  | Konkurencja  | Kwalifikacje | Kwalifikacje | Finał | Finał   |
| Zawodnik                  | Konkurencja  | Wynik        | Pozycja      | Wynik | Pozycja |
| ------------------------- | ------------ | ------------ | ------------ | ----- | ------- |
| Sultan Mubarak Al-Dawoodi | rzut dyskiem | 54,34        | 33.          | NQ    | NQ      |

Kobiety
| Zawodniczka         | Konkurencja | Eliminacje | Eliminacje | Ćwierćfinał | Ćwierćfinał | Półfinał | Półfinał | Finał   | Finał   |
| Zawodniczka         | Konkurencja | Wynik      | Pozycja    | Wynik       | Pozycja     | Wynik    | Pozycja  | Wynik   | Pozycja |
| ------------------- | ----------- | ---------- | ---------- | ----------- | ----------- | -------- | -------- | ------- | ------- |
| Kariman Abuljadayel | 100 m       | 14,61      | 7.         | NQ          | NQ          | NQ       | NQ       | NQ      | NQ      |
| Sarah Attar         | maraton     | N/A        | N/A        | N/A         | N/A         | N/A      | N/A      | 3:16:11 | 132.    |

### Podnoszenie ciężarów
Mężczyźni
| Zawodnik           | Konkurencja | Rwanie | Rwanie  | Podrzut | Podrzut | Razem  | Pozycja |
| Zawodnik           | Konkurencja | Wynik  | Pozycja | Wynik   | Pozycja | Razem  | Pozycja |
| ------------------ | ----------- | ------ | ------- | ------- | ------- | ------ | ------- |
| Mohsen Al Duhaylib | - 69 kg     | 135 kg | 20.     | 162 kg  | 17.     | 297 kg | 17.     |

### Strzelectwo
Mężczyźni
| Zawodnik         | Konkurencja                               | Kwalifikacje | Kwalifikacje | Finał | Finał   | Pozycja |
| Zawodnik         | Konkurencja                               | Wynik        | Pozycja      | Wynik | Pozycja | Pozycja |
| ---------------- | ----------------------------------------- | ------------ | ------------ | ----- | ------- | ------- |
| Atallah Al-Anazi | karabin pneumatyczny, 10 m                | 573          | 32.          | NQ    | NQ      | 32.     |
| Atallah Al-Anazi | karabin małokalibrowy, trzy pozycje, 50 m | 550          | 20.          | NQ    | NQ      | 20.     |

### Szermierka
Kobiety
| Zawodniczka    | Konkurencja          | 1/32                | 1/16                | 1/8                 | Ćwierćfinał         | Półfinał            | Finał/BM            | Pozycja |
| Zawodniczka    | Konkurencja          | Przeciwniczka Wynik | Przeciwniczka Wynik | Przeciwniczka Wynik | Przeciwniczka Wynik | Przeciwniczka Wynik | Przeciwniczka Wynik | Pozycja |
| -------------- | -------------------- | ------------------- | ------------------- | ------------------- | ------------------- | ------------------- | ------------------- | ------- |
| Lubna Al-Omair | floret indywidualnie | Rochel P 0-15       | NQ                  | NQ                  | NQ                  | NQ                  | NQ                  | NQ      |